# Théorie économique des musées
Vous lisez un « bon article » labellisé en 2008.
La théorie économique des musées est un domaine de l'économie de la culture qui s'intéresse au fonctionnement économique des musées.
Plus précisément, la théorie économique des musées analyse principalement l'activité des musées selon deux cadres. Un musée peut en premier lieu être considéré comme une unité économique (comme une entreprise), considéré sous l'angle de la relation entre ses intrants (collections, budget, employés) et sa production (chiffre d'affaires, expositions, présence médiatique, publications scientifiques). Dans ce cadre, on peut également étudier l'effet des musées sur les autres secteurs sur le plan de l'emploi ou du chiffre d'affaires généré. En second lieu, on peut l'étudier comme un agent économique néoclassique maximisant un objectif sous une contrainte d'allocation de ressources rares (que faire avec les moyens qui me sont alloués ?).
L'analyse économique des musées met en évidence un impact fondamental du mode de financement (subventions, ressources propres, dons) sur la politique des musées en matière de gestion des collections, d'orientation artistique (vers le grand public ou les connaisseurs) et de mise en place d'activités destinées à augmenter les ressources.
Depuis les années 1980, on observe en outre à la fois une augmentation importante du nombre de musées et l'émergence d'un star system valorisant les musées situés dans des destinations touristiques, logés dans des bâtiments spectaculaires et disposant dans leurs collections d'œuvres mondialement connues, ces musées attirant une part croissante des visiteurs alors que les autres musées, pourtant de plus en plus nombreux, voient leur affluence décroître.
Comme le reste de l'économie de la culture, la théorie économique des musées est une branche relativement récente de l'économie. L'analyse économique n'a commencé à être appliquée aux musées que dans les années 1980, en raison de la multiplication de leur nombre et des arbitrages rendus nécessaires par le climat de rigueur budgétaire qui a entraîné une remise en cause des subventions publiques dans tous les domaines, et particulièrement dans celui de la culture.

## Délimitation

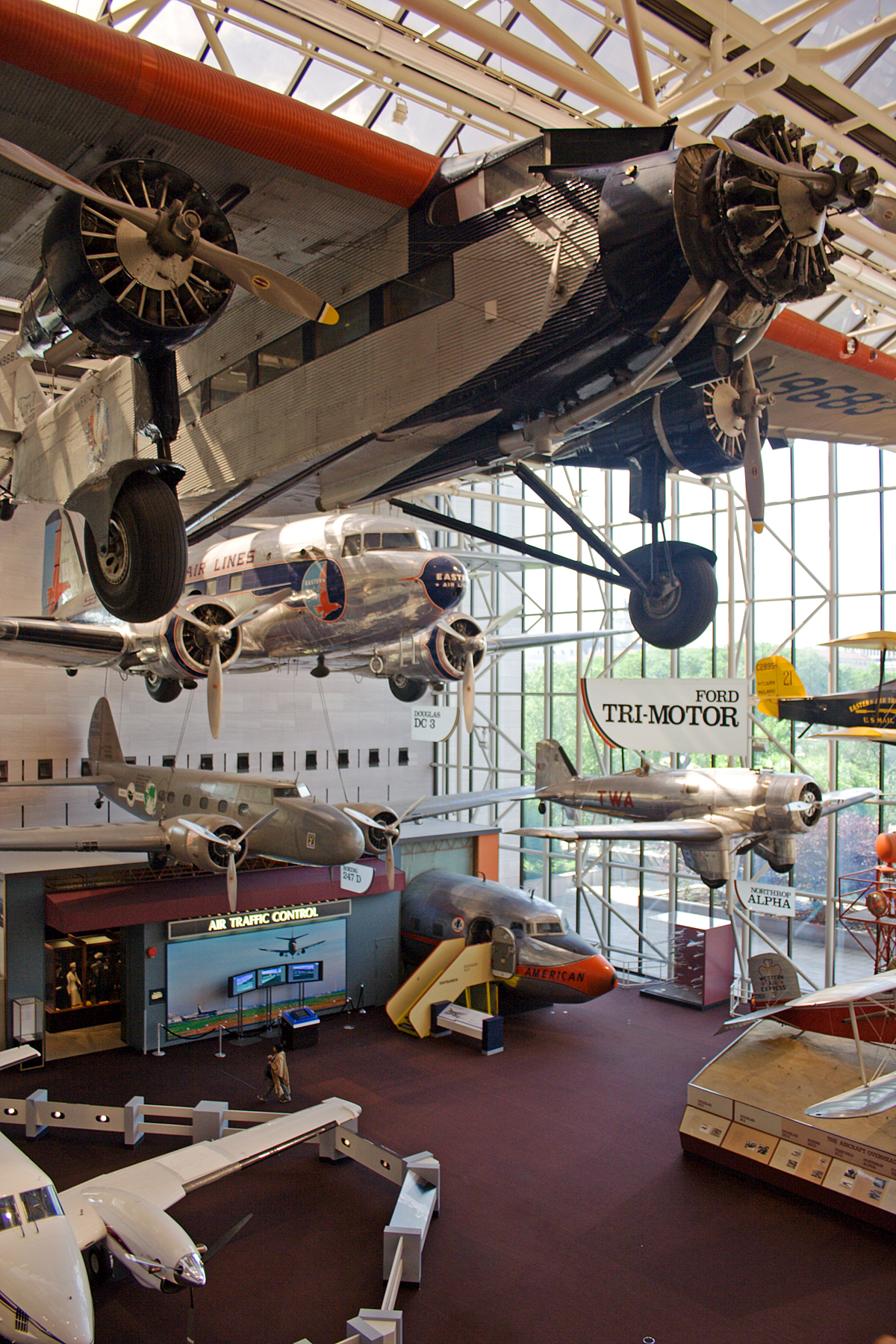
Le National Air and Space Museum de Washington. La création de musées de la science et de la technologie à partir des années 1970 a contribué à ouvrir le champ des thèmes couverts par les musées.

La littérature sur l'économie des musées est contemporaine de leur multiplication au cours des années 1980, multiplication qui est allée de pair avec une restriction de leurs budgets dans un contexte de crise économique. Auparavant en effet, jusqu'au début du XIXe siècle, les musées ne sont ouverts qu'aux apprentis artistes venus imiter les œuvres reconnues. Même si à partir de 1880, ils commencent à recevoir également une mission éducative, l'ouverture à un public plus large est très lente, et vécue avec beaucoup de réticences par une profession habitée par une conception élitaire de sa fonction. De ce fait, la question du budget des musées reste essentiellement liée à leur rôle de préservation du patrimoine artistique, jusqu'à ce que la rencontre de finances publiques en baisse et de coûts en hausse (du fait de la loi de Baumol, voir la structure des coûts ci-dessous) fasse réémerger la question de la justification économique de l'existence des musées.
Malgré la grande variété des types de musées (d'art, de sciences et techniques, écomusées), les problématiques sont similaires : comment concilier les objectifs de préservation, d'éducation et les objectifs de carrières propres aux gestionnaires des musées ?
Au cours des années 1990, les musées consacrés à la science et aux techniques ont généralement connu moins de difficultés à la fois financières et de légitimité que les musées d'art. Ce sont donc ces derniers qui ont fait l'objet de l'essentiel des travaux.
Cet article commence par expliquer les raisons de l'existence des musées : quelles raisons les agents privés et publics peuvent avoir de souhaiter à la fois la simple existence des musées et de les visiter ? Quels éléments influent sur la décision d'aller effectivement visiter les musées ? Il présente ensuite les spécificités de l'offre muséale, d'abord du point de vue des coûts des musées existants, pour tenter de cerner ce que serait la fonction de production d'un musée (la relation entre ses moyens financiers et humains et les services de conservation, documentation et exposition fournis), ensuite du point de vue du nombre et du type de musées existants. Au centre de cette relation entre moyens et services, deux questions se détachent spécialement : la gestion des collections hébergées par les musées, et la politique de prix pratiquée. Enfin, l'article traite de l'évolution récente vers une concentration des visites et des moyens vers un petit nombre de musées et d'expositions.

## La demande: pourquoi aller au musée?
Les principaux musées d'art existant aujourd'hui sont les héritiers d'institutions ou de collections remontant au début du XXe siècle, parfois bien plus anciennes. L'ouverture de musées plus récents répond à des enjeux scientifiques et d'aménagement du territoire plus qu'à des déterminants proprement économiques. De ce fait, l'analyse de la demande des services muséaux part de la situation où un musée existe déjà.
La demande des services fournis par un musée provient donc à la fois d'agents individuels, intéressés par les collections du musée, et d'agents individuels ou collectifs bénéficiant de l'activité économique générée par le musée.

### Demande privée
La plus importante en volume, elle dépend essentiellement du prix du billet d'entrée, du coût d'opportunité du temps passé à visiter et des prix des activités alternatives.

#### Le prix du billet

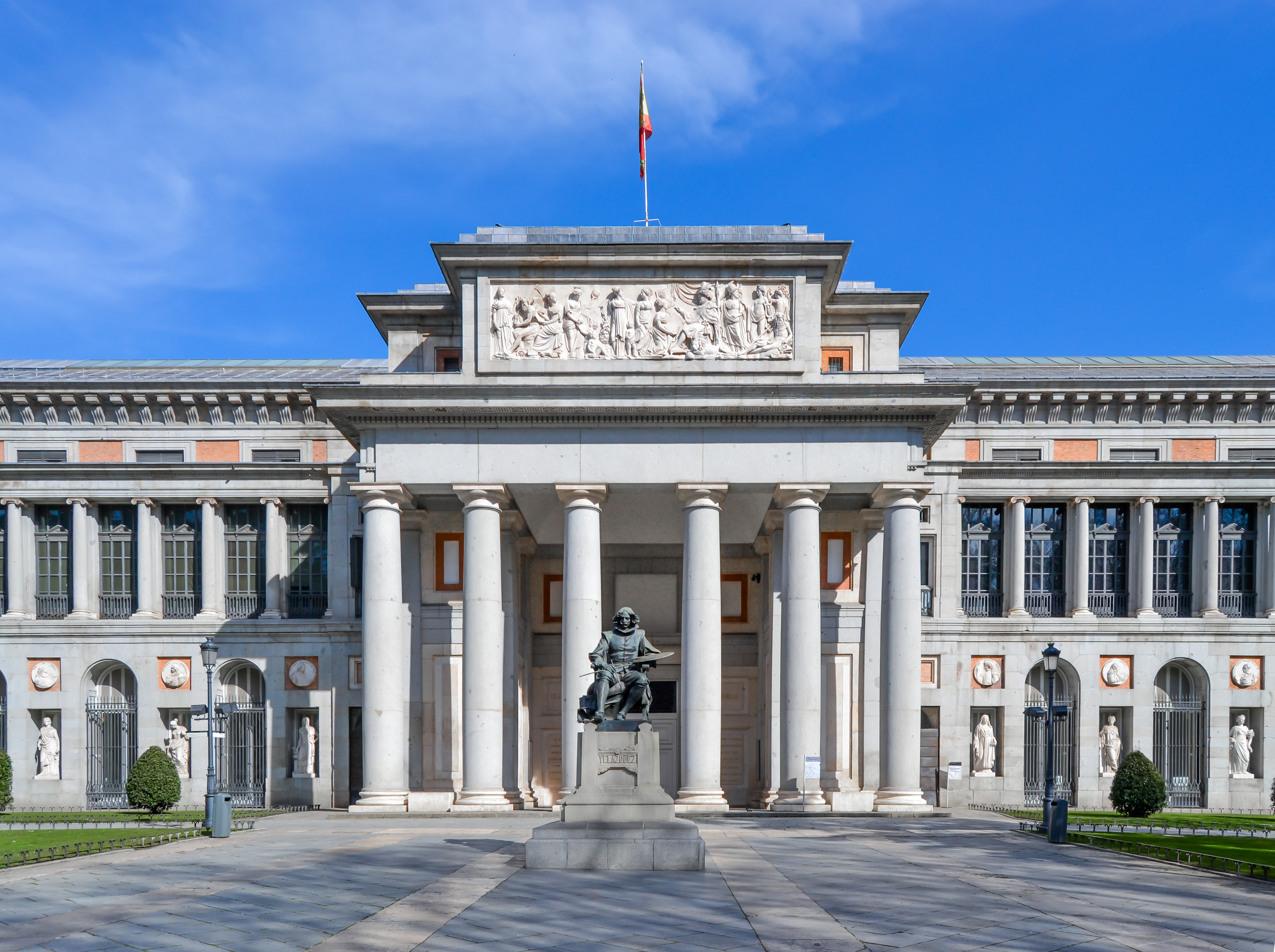
Le musée du Prado à Madrid. Comme la plupart des musées payants, sa grille tarifaire est fondée sur la discrimination par les prix entre les différentes catégories de visiteurs, pour assurer des recettes sans interdire l'accès aux visiteurs les plus modestes.

Les études économétriques, réalisées le plus souvent sur un faible nombre de musées, suggèrent que l'élasticité-prix du nombre d'entrées (la baisse du nombre d'entrées générée par une hausse du prix du billet) est très faible (de 0 à -0,5), c'est-à-dire que le nombre de visiteurs diminue peu quand le prix du billet d'entrée augmente. Cet effet est particulièrement marqué pour les musées d'art, la demande pour les musées consacrés aux sciences ou à l'histoire étant plus sensible du fait d'un plus grand nombre d'activités concurrentes proches. La conséquence de cette faible élasticité est que les musées peuvent trouver dans le prix du billet d'entrée une source significative de revenus sans voir baisser nettement leur fréquentation. Toutefois, M. Feldstein remarque que le prix des billets d'entrée ne représente que 5 % du revenu des 150 plus grands musées des États-Unis.
Ces estimations reposant sur une variation du prix, évaluer l'impact du passage d'une entrée payante à une entrée gratuite requiert d'autres outils, qui intéressent directement la politique de prix pratiquée par les musées (voir infra).

#### Coût d'opportunité de la visite et sensibilité au revenu
La question de la sensibilité au revenu du nombre de visites au musée est importante dans un cadre de politique publique, puisqu'elle permet de déterminer si les subventions accordées au musée peuvent avoir un effet régressif (profiter plus aux hauts revenus qu'aux bas revenus).
Théoriquement, l'effet est ambigu. En effet, on peut penser que le revenu est très fortement corrélé avec le niveau d'éducation, qui est un déterminant important de la visite. En revanche, un haut revenu implique un coût d'opportunité du temps passé à la visite plus élevé. Les personnes disposant de revenus plus élevés sont à la fois plus incitées à aller au musée (dans la mesure où elles ont une éducation leur permettant de mieux comprendre ce qu'elles voient), et moins incitées à y aller, le coût pour elles de prendre du temps libre (par opposition à travailler plus longtemps) étant plus élevé.
Le fait que l'élasticité-revenu est plus forte pour les musées demandant un acquis de connaissances plus important, comme les musées d'art contemporain, plaide pour l'idée que le revenu n'agit qu'en tant que conséquence d'un capital humain plus élevé. Statiquement donc, le revenu en lui-même ne constitue pas un déterminant essentiel du choix d'aller au musée pour des personnes de niveau d'éducation comparable.
Dynamiquement en revanche, on observe (voir infra) que la demande pour les expositions temporaires augmente avec le revenu moyen, et plus vite que l'augmentation de ce revenu. On peut donc considérer qu'il s'agit d'un bien de luxe, mais que sa subvention n'induit pas de forts effets régressifs.

#### Prix des activités alternatives ou complémentaires
Pour un visiteur qui n'habite pas à proximité du musée, le choix d'aller visiter tel ou tel musée passe par la comparaison non seulement des prix des billets, mais de l'ensemble des coûts (transport, hébergement, restauration) liés à la visite, lesquels sont comparés à ceux d'activités alternatives. Sur le cas des musées d'Écosse, une étude évalue ces coûts à plus de 80 % du coût total de la visite.

### Demande sociale
L'existence même d'un musée peut être la source d'importantes externalités, tant pour les personnes dont l'activité économique ne dépend pas de l'existence du musée que pour ceux pour lesquels elle est assez directement liée. On considère en effet que l'ensemble de la société bénéficie du fait que certains individus acquièrent une meilleure connaissance du patrimoine artistique ou technique de l'humanité. À un niveau plus concret, l'existence d'un musée génère des flux de visiteurs qui profitent aux commerces situés à proximité, ainsi qu'à l'image du lieu dans lequel ils sont situés.

#### Externalités sociales

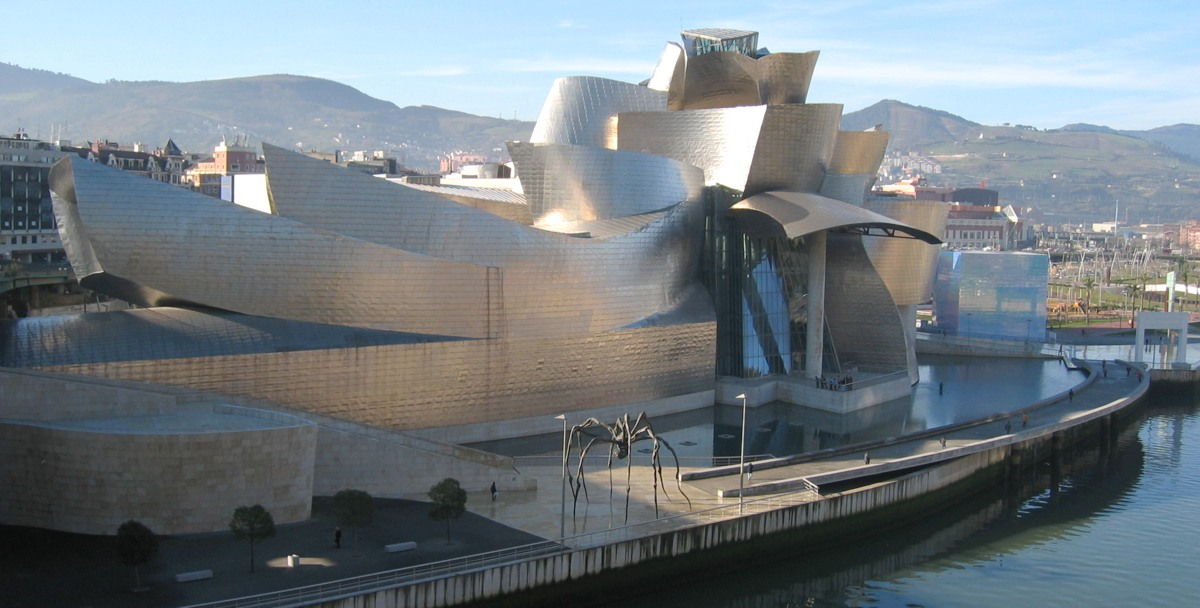
Musée Guggenheim de Bilbao, conçu par Frank Gehry. Son impact très positif sur le centre de la ville a fait de ce musée privé un emblème de l'effet du multiplicateur culturel.

Le cas des musées constitue un exemple assez complet des multiples externalités des biens culturels telles que décrites par David Throsby. En effet, les non-visiteurs d'un musée, qui peuvent donc ne pas contribuer à son financement, bénéficient de la possibilité de le visiter plus tard (valeur d'option), que les générations futures puissent accéder à ces œuvres (valeur de legs), de la simple existence des objets ainsi préservés (valeur d'existence), du prestige lié à l'existence du musée, et de sa contribution à l'éducation et à la constitution d'une identité culturelle. Ces effets sont notoirement difficiles à estimer. Des méthodes fondées sur la valuation contingente, sur l'évolution des prix de l'immobilier à proximité des musées ou encore des expériences naturelles à l'occasion de référendums suggèrent que ces valeurs ne sont pas négligeables.

#### Externalités privées
Il s'agit ici des conséquences économiques directes de l'existence d'un musée sur les profits des agents dont l'activité lui est reliée. Constituant une des bases du multiplicateur culturel, l'évaluation de ces effets constitue un exercice fréquent pour justifier l'existence de ces institutions. Elles doivent cependant être interprétées avec prudence. En effet, la raison d'être d'un musée est de préserver sa collection et de la rendre accessible au public. Une stimulation de l'activité locale peut souvent être obtenue à moindre coût que par l'intermédiaire d'une institution muséale.

## L'offre: coûts et organisation

### Structure des coûts

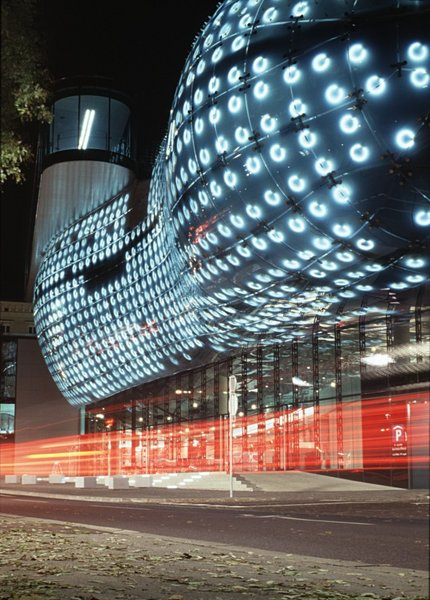
Le musée d'art moderne de Graz. L'aspect spectaculaire des musées modernes fait oublier que l'essentiel de leurs coûts est lié à une main-d'œuvre très qualifiée spécialisée dans l'étude et la conservation des collections.

Les musées ont une structure des coûts sensiblement différente de la plupart des entreprises du secteur des services. Leurs bâtiments importants, en général situés au cœur d'agglomérations importantes, une large collection, peu ou pas cessible, ainsi que les dépenses d'assurance, de sécurité et de personnel représentent des coûts fixes importants. Au contraire, le coût marginal d'un visiteur supplémentaire est proche de zéro, sauf quand se produisent des phénomènes de congestion, autour de certaines œuvres (La Joconde, au Louvre) ou à l'occasion d'expositions temporaires très populaires. Les résultats d'une étude empirique sur le sujet confirment l'existence d'économies d'échelle en dessous du seuil d'à peu près 100 000 visiteurs par an, le coût moyen n'augmentant qu'au-delà de ce nombre de visiteurs annuels. Toutefois, trop peu d'études sur le sujet sont disponibles pour donner une vraie généralité à ces seuils.
En outre, comme la plupart des acteurs du secteur culturel, les musées sont soumis à une forme de la maladie de Baumol. Le coût d'entretien et de conservation de leur patrimoine augmente en effet à la vitesse du salaire d'une main d'œuvre qualifiée. Sauf dans le cas particulier de la construction de nouveaux bâtiments, ce problème semble être compensé dans le cas des musées par des gains de productivité liés à la réduction des emplois peu qualifiés (surveillance par des caméras), à la diffusion d'images des collections en ligne, au recours aux bénévoles et au développement de produits dérivés fondés sur les expositions ou les œuvres les plus connues.
Toutefois, les systèmes de gouvernance des musées séparent souvent les décisions d'investissement de celles fixant le budget de fonctionnement. De ce fait, les budgets alloués ne prennent pas en compte la nécessité de faire des provisions pour faire des travaux importants ou construire de nouveaux bâtiments (notion d'amortissement comptable), sous-estiment le plus souvent le coût d'entretien des bâtiments architecturalement audacieux, ainsi que le coût réel de l'organisation des expositions temporaires (parfois financées aux dépens des activités fondamentales de conservation et de recherche).

### Coûts d'opportunité et gestion des collections
L'élément le plus particulier de la fonction de coût des musées réside dans la valeur potentielle de leur collection. Une œuvre d'art dans les réserves d'un musée représente en effet un coût d'opportunité important. Elle pourrait en effet être vendue pour financer le musée lui-même ou pour acheter d'autres œuvres passant sur le marché. Il existe de ce fait un arbitrage entre l'envie de vendre des œuvres afin de combler les lacunes dans la collection d'un musée et le rôle de préservation du patrimoine dévolu au musée. Afin de ne pas faire peser cet arbitrage sur la seule direction du musée, la plupart des musées ne comptent pas la valeur de marché de leurs collections dans leur bilan comptable, et les ventes d'œuvres sont encadrées par des statuts très restrictifs.

### La multiplication des musées

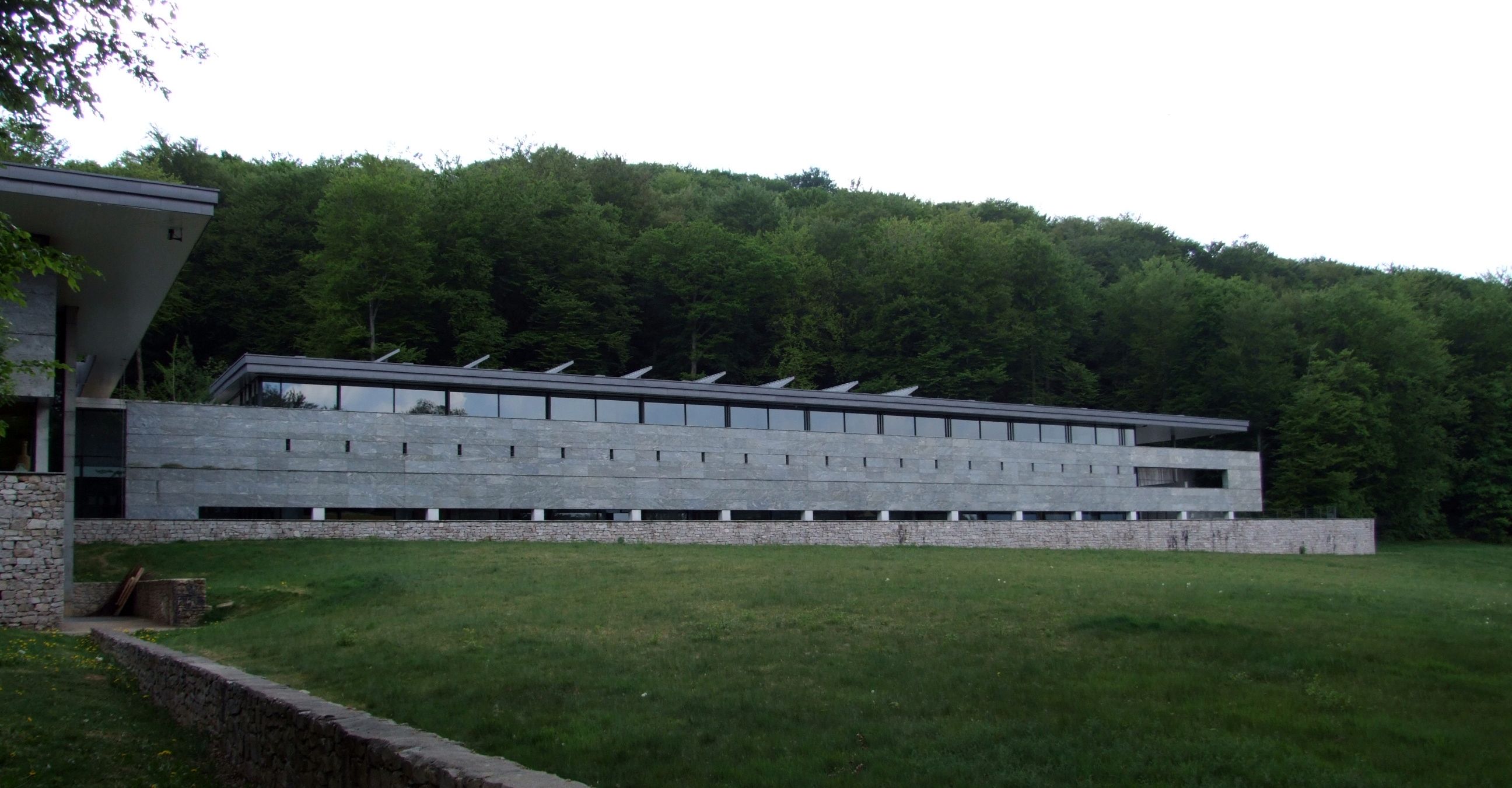
Le musée de Bibracte, au pied du mont Beuvray (France) fait partie des nombreux musées fondés à la fin du XXe siècle sur un site archéologique plutôt que dans un grand centre urbain, dans une perspective d'aménagement du territoire et de lien avec un centre de recherche.

Deux instruments sont le plus souvent employés pour évaluer le succès des musées : le nombre total de visiteurs et le rapport entre le nombre de visites et la population totale. Selon ces outils, l'audience des musées a considérablement augmenté depuis les années 1970 dans les pays développés. Ainsi, les musées nationaux français ont accueilli 14 millions de visiteurs (dont 10 millions de visiteurs payants) en 2000, et aux États-Unis, le rapport entre le nombre de visites et la population est passée de 22,1 % en 1979 à 87,3 % en 1993.
Cette augmentation de la fréquentation est à mettre en relation avec une explosion de l'offre, les ouvertures et rénovations de musées s'étant multipliées à partir des années 1980. Au Japon, trois cents nouveaux musées ont été ouverts en 15 ans. En Europe, on a assisté à la fois à une augmentation des surfaces d'exposition, à des réorganisations complète voire à l'ouverture de nouveaux locaux dans le cadre de plans de rénovation urbaine (île aux Musées, Tate Modern).

## Gestion des collections

### Origines des collections

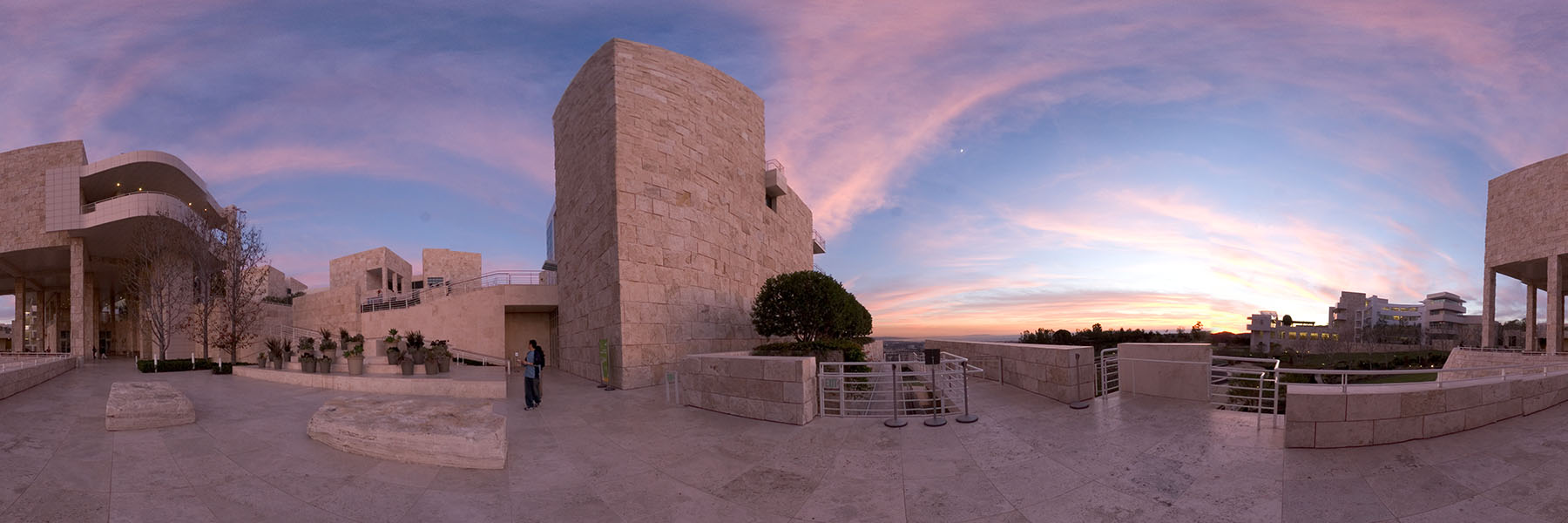
Le Getty Center, fondé grâce au legs du magnat du pétrole américain Jean Paul Getty à Los Angeles.

Aux États-Unis, certaines des principales collections, ainsi que les bâtiments, les fonds initiaux et les objectifs fixés, proviennent d'un unique collectionneur (Solomon R. Guggenheim, William Wilson Corcoran, Jean Paul Getty, etc.). Toutefois, les principaux musées (Metropolitan Museum of Art, musée des beaux-arts de Boston) procèdent de groupes importants d'individus (un millier de donateurs pour les 260 000 $ initiaux du musée de Boston) prêts à confier des ressources financières et une large autonomie à un comité de direction. Ainsi, le Metropolitan a largement profité de la guerre franco-prussienne de 1870 pour acheter à bas prix des tableaux anciens. La National Gallery of Art comme le Museum of Modern Art dérivent pour leur part de la volonté de collectionneurs (Andrew Mellon pour la National Gallery) de constituer des collections de qualité en agrégeant des collections particulières, et de faire du musée, pour le cas du MoMA, une défense et illustration de formes d'arts qu'ils entendaient promouvoir.
La valeur artistique ou financière accordée à une œuvre ou à un mouvement fait l'objet de grandes variations au cours du temps. Ainsi, la vente des tableaux pompiers, considérés comme sans intérêt, a considérablement appauvri les futures collections du musée d'Orsay. De ce fait, les conservateurs sont beaucoup plus enclins à garder en réserve les œuvres qui, faute d'intérêt et d'espace, ne peuvent être montrées. Cela conduit à n'exposer qu'une fraction faible de la collection, la moitié en moyenne aux États-Unis, et moins de 5 % (chiffre extrême) au Centre Pompidou.

### Quel rôle pour les musées?

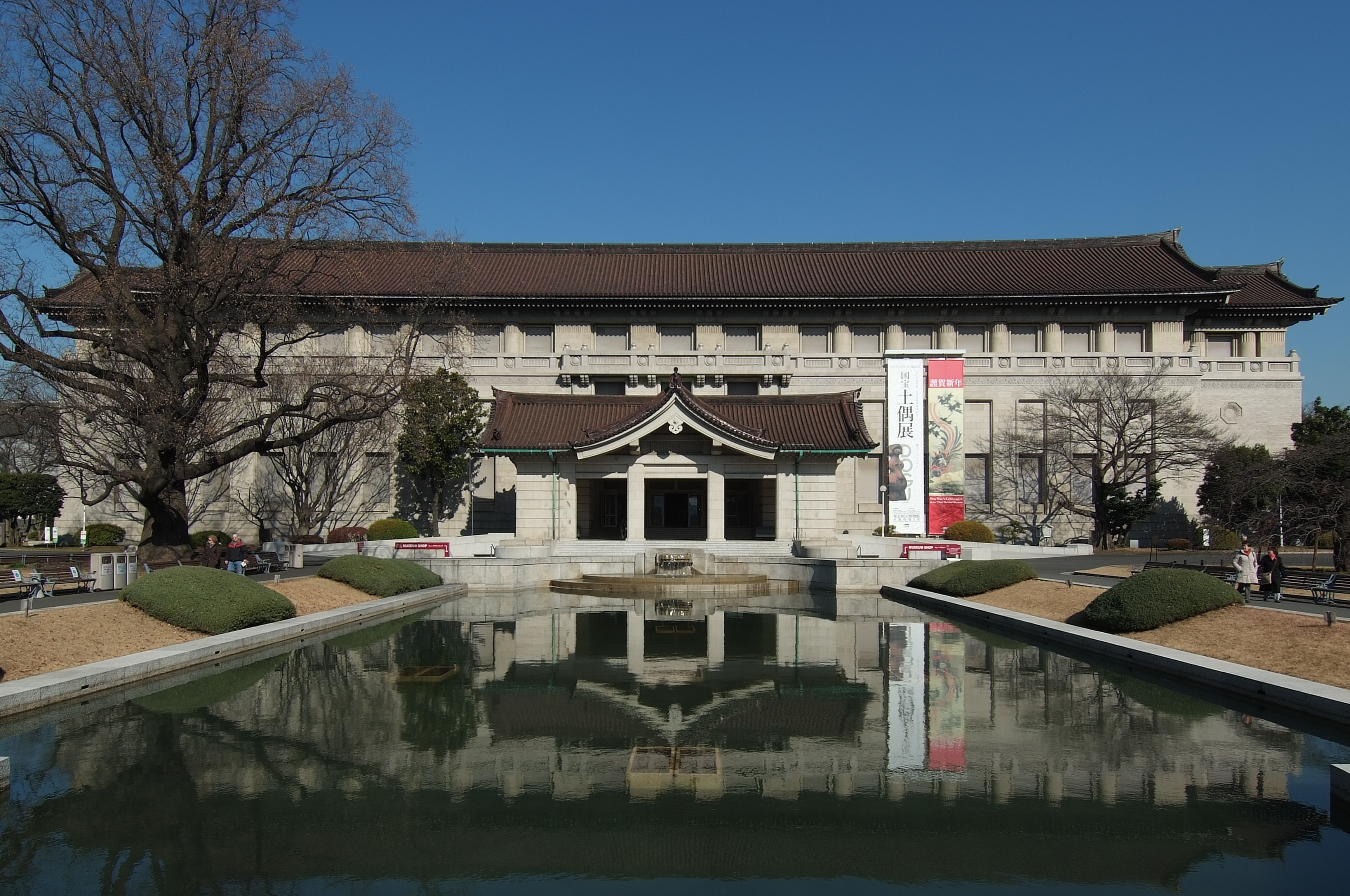
Le musée national de Tokyo, le premier musée à être créé au Japon, en 1872, comme émanation du ministère de l'Éducation, sur la base des collections impériales.

La plupart des musées ont la forme d'une organisation à but non lucratif, qu'ils soient opérés comme une fondation ou comme un type particulier d'agence gouvernementale. Leurs objectifs sont donc plus flous que ceux d'une entreprise, et font l'objet de négociations entre les parties prenantes. Si le but initial des musées du XIXe siècle était de remplacer les cabinets de curiosités par des collections systématiquement organisées et convenablement documentées, les musées actuels cherchent à remplir deux rôles contradictoires : un rôle didactique et un rôle de préservation. La fonction didactique est d'exposer les pièces les plus représentatives des différents courants artistiques, de montrer les relations entre ces courants, et d'éclairer le visiteur avec une ample documentation. Le rôle de préservation, qui donne au musée une dimension sacramentelle, met au contraire en avant la nécessité de préserver les œuvres pour les générations futures, et de les présenter telles qu'en elles-mêmes, pour inciter le visiteur à ne pas les appréhender comme le produit d'une époque, mais à les considérer du point de vue de la pure esthétique. Le premier rôle implique de faire des expositions larges, abondamment documentées, et de toujours montrer les pièces les plus importantes et les plus célèbres. La nécessité de préservation incite au contraire à garder le plus possible en réserve les pièces les plus importantes pour les réserver au travail du spécialiste, et à exposer les pièces les moins connues pour permettre au visiteur de s'abstraire de ses idées préconçues sur le type d'œuvre considérées.
Richard Caves explique la relative domination du second aspect sur le premier à la fois par la formation et la sélection des directeurs de collection et par la capacité d'une politique de conservation des œuvres et d'expositions s'adressant aux seuls connaisseurs à attirer les dons d'œuvres importantes, lesquels dons constituent un élément essentiel de l'amélioration des collections des musées. De même, des acquisitions spectaculaires attirent non seulement le public, mais aussi des fonds pour financer des projets de bâtiments qui soient un écrin à la hauteur de leurs collections privées (on peut donner en exemple la série des musées de la Fondation Guggenheim).
Toutefois (voir infra politique de prix), la pression vers l'ouverture au plus grand nombre, qu'il s'agisse d'attirer des donations ou de se justifier face au bailleur de fonds publics incite les directeurs à proposer régulièrement des expositions temporaires comportant des œuvres célèbres et des artistes reconnus, afin d'attirer une large audience. On assiste ainsi à une augmentation du contraste entre une collection permanente axée sur la mise en valeur de pièces rares, s'adressant aux connaisseurs, et quelques pièces particulièrement célèbres, mises en avant de manière permanente (comme La Joconde au musée du Louvre) ou temporaire dans le cadre d'expositions annoncées à grand renfort de publicité.

### Budgets et gestion des musées
La structure de financement des musées est très diversifiée, d'un continent à l'autre, même au sein des plus grands musées. À titre d'exemple, 56,2 % du budget 2001 du Louvre provenait de subventions, alors qu'en 1988, cette part pour les grands musées américains était de 33,6 %, complétée par leurs recettes (18 %), les revenus de leurs placements (14,1 %) et une part importante d'apports privés (34,3 %).
Dans une perspective institutionnaliste, il faut considérer quels sont les intérêts propres aux directeurs de musées. Ces intérêts comprennent naturellement leur rémunération, mais aussi l'estime et l'admiration dont ils sont l'objet de la part de leur groupe de référence (les amateurs d'art ainsi que les autres membres de leur profession), leurs conditions de travail et la sécurité de leur emploi. Ces objectifs n'ont aucune raison a priori d'être alignés sur les objectifs fixés au musée qu'ils dirigent, que ce soit par une charte de fondation ou par la puissance publique. De ce fait, on peut s'attendre à ce que des différences de structure institutionnelle, en modifiant les contraintes s'exerçant sur la gestion du musée, conduisent à des comportements différents sur le plan de la gestion des collections, des visiteurs et des sources de revenus.

#### Musées publics

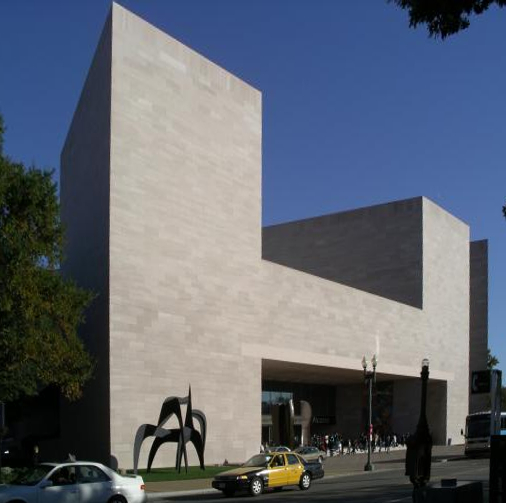
La National Gallery of Art à Washington, administrée par le gouvernement fédéral des États-Unis.

Les finances d'un musée public proviennent quasi exclusivement de subventions publiques, provenant soit de l'État, soit de collectivités territoriales (60 % des musées français sont dans ce cas). Comme dans la plupart des systèmes de comptabilité publique, les bénéfices éventuels générés par un établissement ne lui appartiennent pas et retournent dans le budget de la collectivité, les gestionnaires d'un musée public ont une incitation très faible à générer des revenus supplémentaires ou à limiter les coûts de fonctionnement, d'autant plus que sur un échantillon de musées britanniques, D. Maddison
constate qu'une augmentation dans les revenus propres des musées entraîne presque toujours une réduction correspondante des subventions publiques. De ce fait, les gestionnaires de ces musées mettent en avant des aspects non commerciaux, sur le plan des apports artistiques, scientifiques ou historiques.
On s'attend donc à ce que les musées publics ne vendent pratiquement jamais de pièces de leurs collections (puisqu'ils ne pourraient s'approprier les produits de la vente), que le nombre de visiteurs (à tout le moins d'entrées payantes) ne soit pas un objectif, entraînant une politique de collection orientée vers les connaisseurs avec un appareil pédagogique minimal, et une faible attention prêtée aux sources de revenus connexes (boutiques de musée, restaurants liés au musée). Toutefois, cette prédiction théorique se fondant sur la faiblesse de l'incitation économique directe émanant des visiteurs ne doit pas occulter d'autres incitations ou contraintes propres aux musées publics. En effet, dans un contexte financier les incitant à la maîtrise des dépenses, bien des financeurs publics conditionnent leurs subventions à la poursuite d'objectifs plus ou moins formalisés, incitant ou contraignant les musées à répondre à la demande des visiteurs (actuels et potentiels) et des contribuables. Ainsi, le Louvre, établissement public financé en majorité par le ministère de la Culture et de la Communication, lui est lié par un contrat de performance, qui lui impose de favoriser l'accès de « tous les publics ». De même, une collectivité territoriale finançant un musée a souvent à cœur de favoriser les visites de groupes scolaires provenant de son territoire et de s'appuyer sur le musée pour mettre en exergue le dynamisme de la vie culturelle locale dans leur communication.

#### Musées privés
Les musées privés dépendent essentiellement des recettes liées aux entrées et aux revenus connexes (boutiques, restaurants du musée). Aux États-Unis, la moitié des musées est de cette nature. Leur objectif sera donc de maximiser leurs recettes. Cette politique passe par un recours fréquent au marché des œuvres d'art pour vendre les pièces qui s'insèrent mal dans la collection et utiliser les produits de telles ventes pour acheter des pièces cohérentes avec la collection installée. On s'attend également à ce qu'une grande attention soit portée aux sources de revenus annexes, par exemple par la possibilité de louer des locaux pour des événements non-artistiques. De même, ces musées sont plus enclins à organiser des expositions qui attirent un grand nombre de visiteurs, à l'aide d'œuvres très connues assorties d'un riche appareil didactique.

#### Institutions non marchandes

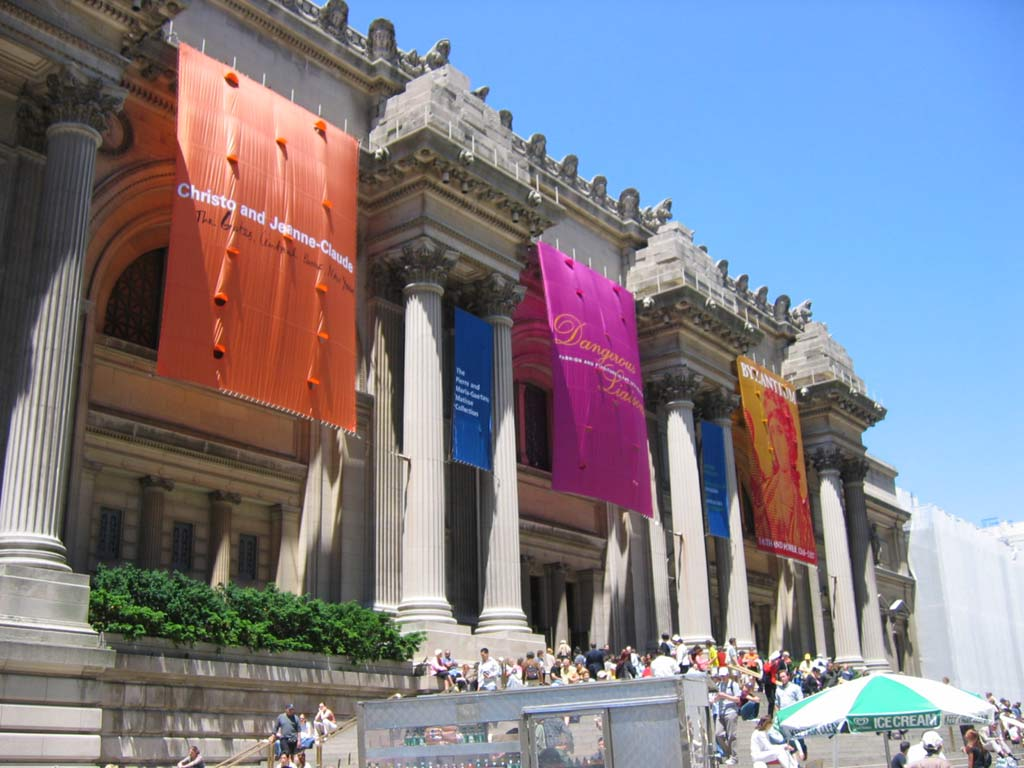
Le Metropolitan Museum of Art à New York bénéficie des avantages du statut d'institution non-commerciale pour attirer les dons.

Couverts par des statuts divers selon les pays (non profit aux États-Unis, charity au Royaume-Uni), ces musées bénéficient le plus souvent de mesures réduisant les impôts de leurs mécènes. Leurs objectifs essentiels vont donc être d'adopter une politique d'accès justifiant une telle déduction, par exemple en réduisant le prix des billets afin de ne pas faire apparaître de profits, et une politique d'affichage leur permettant d'attirer des dons.
Les dons peuvent être à la fois des dons financiers ou des dons d'œuvres. Dans le premier cas, la contrepartie des dons est un affichage, avec un système hiérarchisé de statuts (« donateur », bienfaiteur, etc.) ainsi qu'un droit de regard sur la politique des musées. Le cas des dons d'œuvres est plus complexe. En effet, les musées sont souvent obligés d'accepter un ensemble de dons de qualité hétérogène, sans avoir la possibilité de vendre ou de ne pas exposer les pièces les moins intéressantes, ce qui impose des coûts (à la fois directs et d'opportunité) très lourds.

### Musées et marchés des œuvres d'art

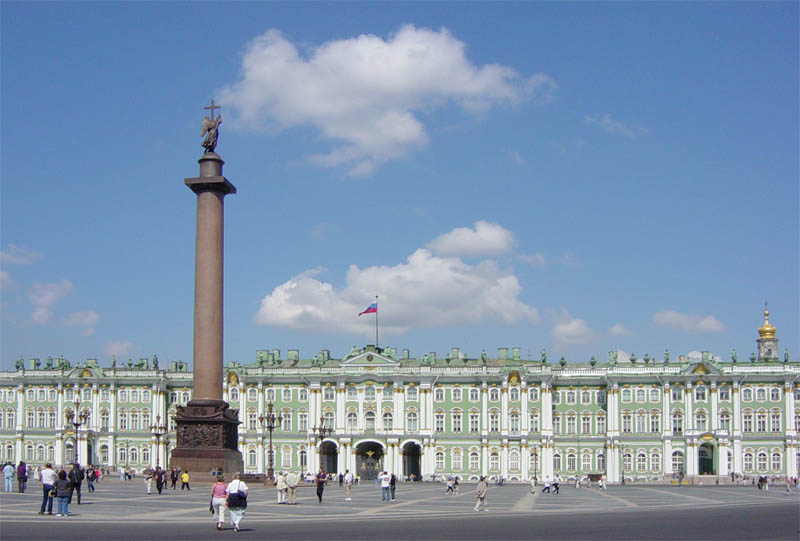
Le musée de l'Ermitage à Saint-Pétersbourg, héritier des collections des tsars. Placé sous le patronage direct du président de la fédération de Russie, il souffre d'un budget bien en deçà de ce qu'exigeraient ses collections.

Du fait de restrictions statutaires ou de la peur de se priver d'œuvres pouvant connaître un regain d'intérêt, de nombreux musées se refusent à vendre des œuvres de leur fonds. De même, leurs moyens ne leur permettent que de rares (et souvent médiatisés) achats d'œuvres reconnues, sauf dans le cas des musées d'art contemporain qui peuvent, comme c'est le cas du MoMA, vouloir acheter des œuvres très récentes avant que la cote d'un artiste prometteur ne rende ses œuvres inaccessibles. De ce fait, les musées n'ont qu'un impact direct limité sur le marché de l'art. En revanche, ils ont un impact indirect fort en tant qu'autorité de certification : un artiste exposé dans un musée constitue une valeur sûre, ce qui diminue la prime de risque sur ses œuvres et fait augmenter la demande et les prix pour sa production.
Pour des raisons similaires, les principaux musées sont hostiles à un système de prix pour gouverner les transferts temporaires d'œuvres nécessaires à la réalisation d'expositions thématiques. Ils préfèrent un système d'échanges mutuels, avec comme contrepartie la circulation de l'exposition ainsi constituée. Une exception notable à ce système non marchand, qui économise des coûts de transaction potentiellement très lourds, est constituée par les musées russes, leur manque chronique de crédits justifiant aux yeux de leurs collègues un traitement spécial.

## Politique de prix

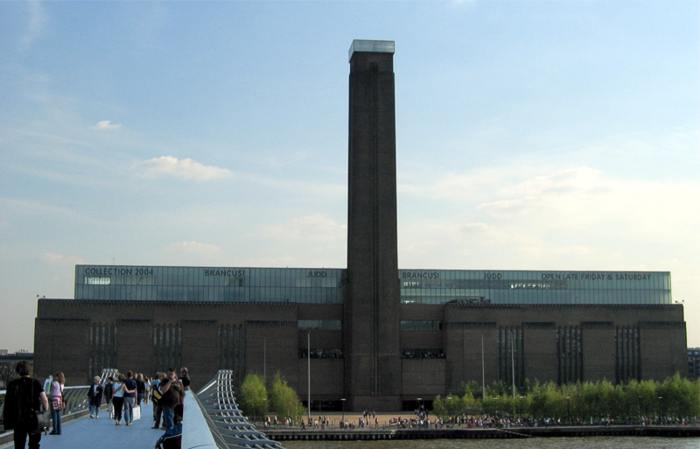
La Tate Modern à Londres. L'augmentation importante du prix du billet après sa rénovation a ravivé la polémique sur le mode de financement des musées.

En dessous d'un certain nombre de visiteurs, le coût marginal d'un visiteur supplémentaire est négligeable au regard du coût de préservation de la collection. Ainsi, demander à chaque visiteur de payer une somme correspondant au coût moyen du musée conduirait à exclure de nombreux visiteurs potentiels, ayant une faible disposition à payer pour une visite supplémentaire. De ce fait, la plupart des musées ont une politique tarifaire fondée sur la discrimination par les prix entre les visiteurs occasionnels, qui ont souvent une importante disposition à payer (si la visite du musée fait partie des incontournables d'un séjour dans la ville concernée, par exemple) et les visiteurs potentiellement plus réguliers, dont le nombre de visites dépend du coût de la visite supplémentaire. Cette politique prend le plus souvent la forme d'un tarif binôme, d'une part un billet à l'unité, et d'autre part un abonnement offrant un accès illimité à tout ou partie des collections du musées.
En sus des recettes liées à l'entrée, les musées ont longtemps été dépendants soit de la puissance publique, soit de riches mécènes pour financer une partie de leurs coûts de fonctionnement. La rigueur budgétaire commune depuis le milieu des années 1980 a réduit les subsides publics, alors que les coûts des musées augmentent, tant à cause de la plus grande sophistication des techniques de préservation que du simple coût d'entretien des bâtiments. Parallèlement, le mécénat se concentre de plus en plus sur des opérations (construction d'un bâtiment, performance, exposition temporaire) permettant des effets d'affichage. De ce fait, les musées dépendant essentiellement de leurs ressources propres ont de plus en plus fait appel aux donations modestes et nombreuses, avec comme contrepartie une politique d'ouverture au plus grand nombre.

### Le problème de la gratuité

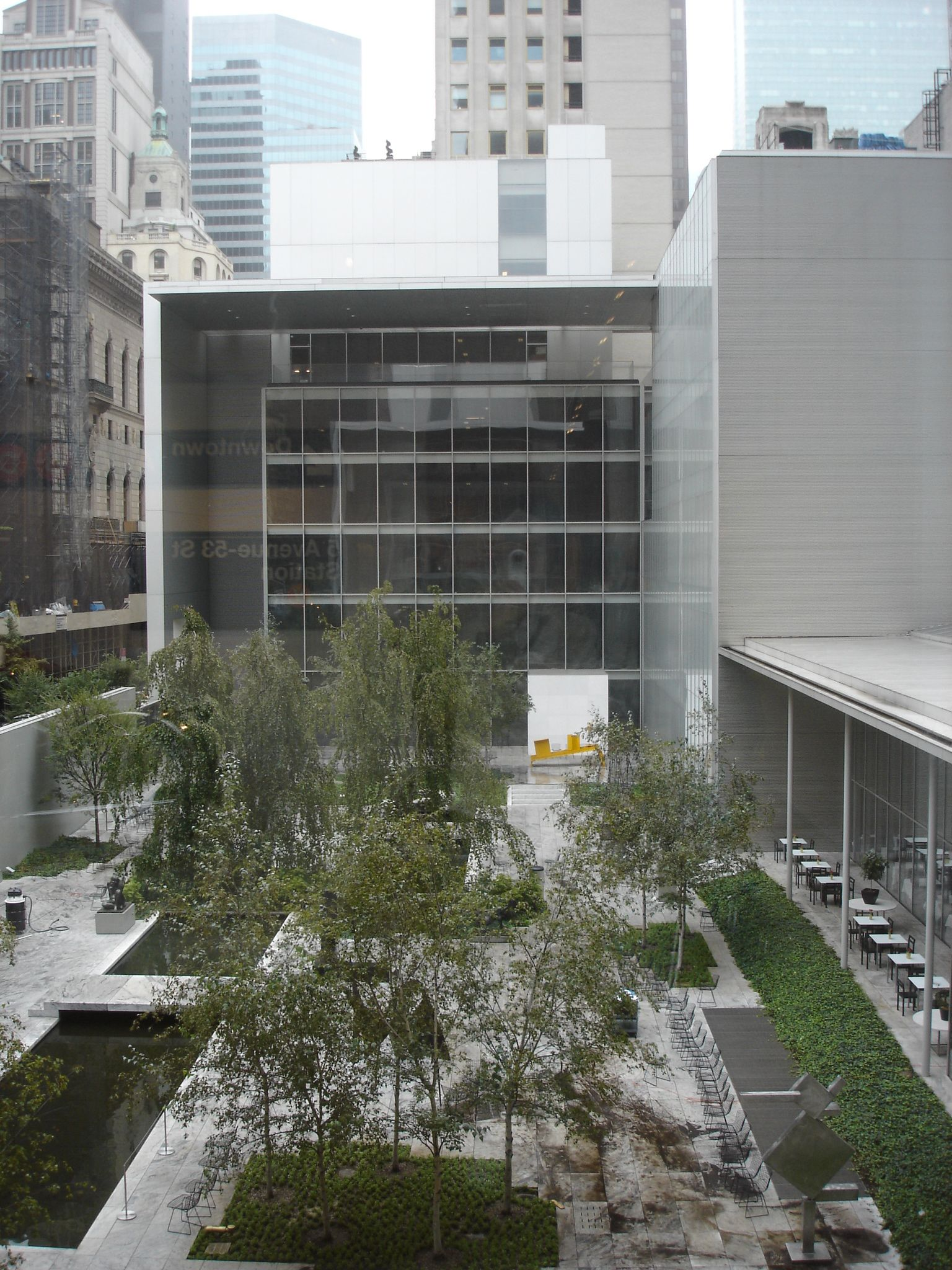
Le Museum of Modern Art de New York. Comme de nombreux musées, il est accessible gratuitement une soirée par semaine.

La discussion sur la gratuité des musées remonte au moins à Hans Sloane, dont la donation en 1753 fut à l'origine de la fondation du British Museum. Elle était assortie de la condition explicite de la gratuité de l'accès, et l'est encore aujourd'hui. De même, les musées de la Smithsonian Institution sont gratuits. L'argument essentiel en faveur de la gratuité est qu'il existe des externalités positives liées à la visite d'un musée, et donc que les visiteurs peuvent bénéficier d'une subvention compensant tout ou partie du coût de leur visite, la question étant de savoir si la subvention est telle qu'elle doit compenser totalement le prix du billet d'entrée qui aurait cours sans subvention. 
John O'Hagan (1995) étudie la question de la gratuité dans le cas des musées nationaux en Irlande, et trouve que l'introduction de prix d'entrée pour des musées auparavant gratuits ne diminue pas sensiblement la fréquentation et, paradoxalement, augmente la proportion de personnes aux revenus modestes et peu diplômées parmi les visiteurs.
Des alternatives à la gratuité existent sous la forme de tarifications différenciées, comme des boîtes avec ou sans suggestion de don minimal, ainsi que des cartes d'accès illimité pour une durée donnée. En outre, la discrimination par les prix est très largement pratiquée : des musées dont le prix d'entrée est faible, voire nul, font payer comparativement cher l'accès aux expositions temporaires. D'autres types de discrimination sont possibles en faisant varier le prix selon le jour de la semaine, l'origine géographique des visiteurs (une réduction pour les résidents de la ville ou du pays, dont les impôts contribuent à financer le musée), ou encore leur âge. La théorie économique indique que de telles discriminations sont efficaces pour limiter la congestion et maximiser à la fois les revenus et le nombre de visiteurs.

## Évolutions récentes

### Les musées-vedette

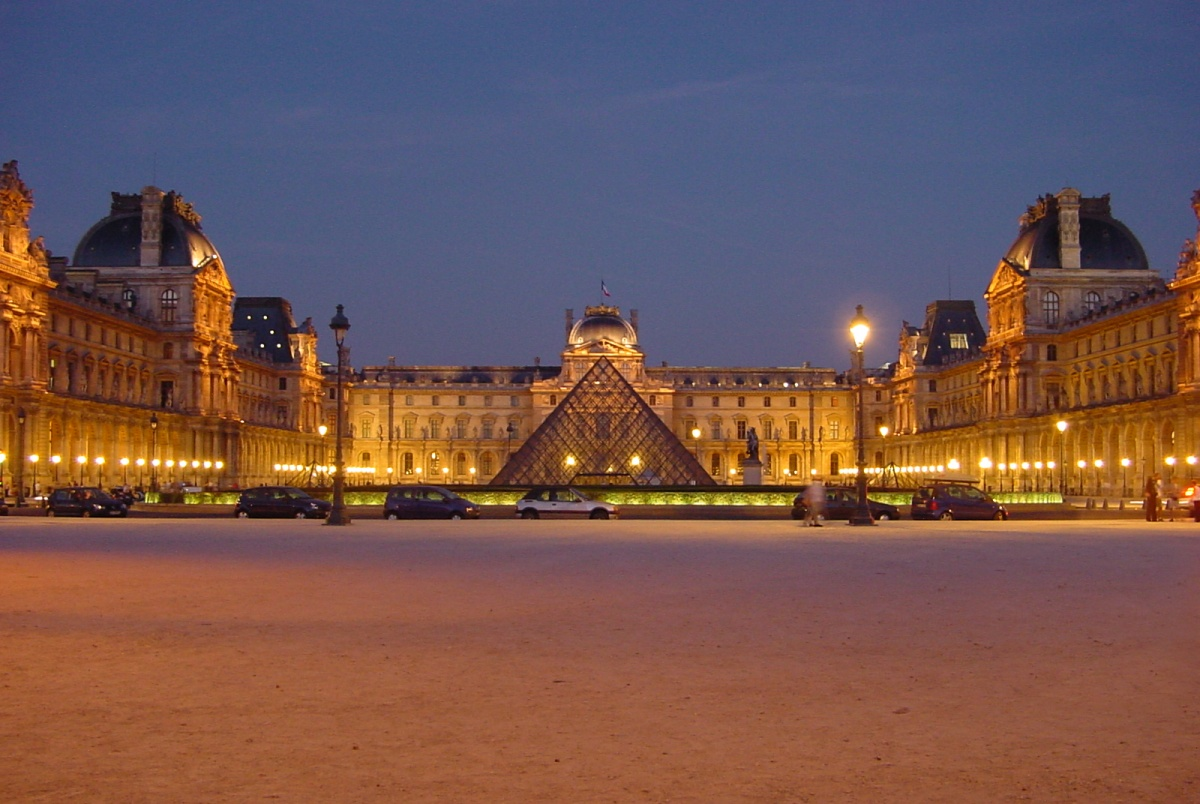
Le musée du Louvre à Paris. B. S. Frey et S. Meier le prennent comme exemple-type du musée-superstar dans le chapitre sur l'économie des musées du Handbook.

Le concept de musée-vedette repose sur l'application du concept de star system
au cas des musées : un petit nombre de musées attirent une part très importante des visites. B. S. Frey et S. Meier caractérisent les musées-vedette par cinq caractéristiques:
1. Ils constituent un élément incontournable pour les touristes visitant la région. On peut citer le musée du Louvre, l'Ermitage, le Prado, le Rijksmuseum, etc.
2. Ils ont de très nombreux visiteurs, et le nombre de visites a augmenté durant les dernières années plus rapidement que celui des autres musées.
3. Leur collection comporte des œuvres mondialement connues, qui constituent la motivation majeure de la plupart des visites, les visiteurs ignorant la composition du reste de la collection, alors même qu'elle comporte d'autres chefs-d'œuvre majeurs. Par exemple, La Joconde attire au Louvre de très nombreux visiteurs qui contemplent aussi les Noces de Cana de Véronèse, exposées dans la même salle. Les musées sont ainsi connus comme abritant ces seules œuvres, qui servent à attirer le public, mais rend prisonniers les musées, qui sont forcés de les exposer et de les mettre en valeur au détriment de l'attention portée au reste de leur collection.
4. Ils ont souvent un cadre architectural exceptionnel, avec des ajouts récents réalisés par des architectes mondialement connus.
5. Ils s'inscrivent dans une logique commerciale à la fois par la vente de produits dérivés et par leur impact majeur sur l'économie locale.

Tous les musées-vedette ne remplissent pas également l'ensemble de ces critères. Par exemple, le Rijksmuseum n'a pas un cadre architectural aussi exceptionnel que le musée de l'Ermitage ni d'ajout récent comme la pyramide du musée du Louvre.

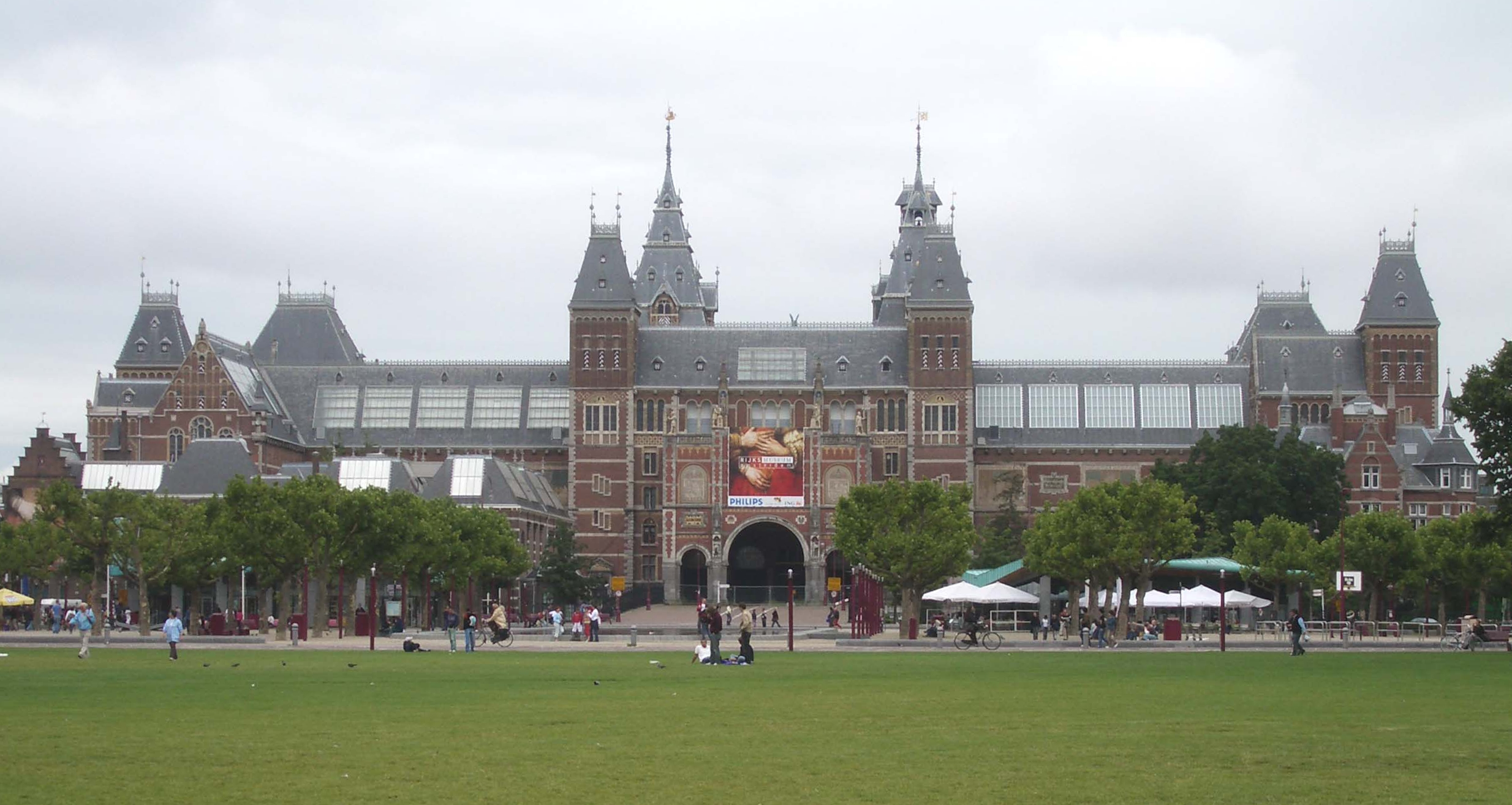
Le Rijksmuseum d'Amsterdam. Sa collection de tableaux flamands en fait une étape incontournable de la visite de la ville.

Toutefois, leur statut leur permet de bénéficier de substantielles économies d'échelle du point de vue de la présence médiatique, et surtout dans la réalisation de produits dérivés (collections virtuelles, tours multimédia, catalogues détaillés de la collection ou des expositions), le coût de la réalisation de tels produits étant avant tout un coût fixe, indépendant du nombre de clients. De même, ils représentent une image de marque qui leur permet de créer des antennes dans diverses localisations (le Louvre Abou Dabi, la Tate à Liverpool, tandis que le Prado prête un tiers de ses collections à des musées régionaux).
Les musées-vedette sont en concurrence moins avec les autres musées locaux qu'avec les autres musées-vedette. Dans le cadre de cette concurrence, et pour défendre leur statut, ils entrent dans une course aux expositions temporaires, aux activités dérivées et se dotent de bâtiments spectaculaires propres à renforcer leur image de marque. Ils tentent ainsi de faire de leur visite une expérience totale, à la frontière entre leurs fonctions traditionnelles de conservation et d'éducation et une organisation proche du parc à thème.

### Les expositions exceptionnelles
Les expositions temporaires annoncées à grand renfort de publicité font partie de l'offre habituelle des grands musées, et comprennent le plus souvent des œuvres provenant d'autres établissements. Du point de vue économique, l'existence, et l'importance croissante de ces expositions pose un double problème. En effet, mobilisant des moyens importants, elles contrastent avec la rigueur budgétaire dont souffrent même les plus grands musées, obligés de fermer périodiquement des ailes entières. De plus, la circulation, la manipulation et l'exposition à des foules importantes d'œuvres particulièrement fragiles semble aller à l'encontre de la mission de préservation des musées. Les raisons de telles expositions sont liées à des différences entre leurs caractéristiques de demande et leurs conditions de production et celles de la collection permanente d'un musée.

#### La demande des expositions temporaires
Alors que l'accès à de nombreuses collections permanentes est gratuit (voir supra), l'accès aux expositions temporaires est en général payant. Or, contrairement à ce qui est observé pour les collections permanentes, l'élasticité-revenu des expositions temporaires semble supérieure à l'unité. Le nombre de visiteurs payants à de telles expositions augmente donc mécaniquement avec les revenus, alors que les visites de la collection permanente sont plus liées à une augmentation du niveau d'éducation, qui est plus lente que celle du revenu. De ce fait, le marché pour de telles expositions est en expansion tant que les revenus augmentent.
En outre, ces expositions attirent au musée des catégories de la population qui n’y vont pas habituellement. Elles rassurent en effet les publics les moins familiers avec l'art tant sur la qualité de ce qu'ils vont voir (ces expositions étant réputées plus denses en chef-d'œuvre qu'une collection permamente) et sur l'existence d'un appareil didactique permettant de comprendre les œuvres exposées.
Ces expositions, portant sur un auteur, un genre ou une période, ont en outre une capacité accrue à attirer l'attention d'amateurs d'art hors de l'aire d'influence habituelle du musée. Des expositions majeures peuvent constituer une raison suffisante pour traverser le pays, voire une partie du continent. Sur le plan de l'affichage, de telles expositions génèrent mécaniquement un écho médiatique important. La couverture médiatique de ces expositions permet ainsi aux musées de bénéficier d'une publicité gratuite dans des médias, la télévision par exemple, qui leur serait autrement inaccessible.
De plus, l'élasticité-prix des visiteurs est faible. Une fois que des touristes sont sur place, le coût de la visite de l'exposition en plus de la collection permanente est simplement un coût additionnel, et de nombreux musées proposent des billets combinés. Enfin, l'affichage lié à ces expositions en fait une cible de choix pour la vente de produits dérivés.

#### L'offre d'expositions temporaires
Du point de vue du musée, le surcoût d'une exposition temporaire est faible : la fermeture de certaines salles afin de disposer du personnel et de l'espace nécessaire n'est pas comptée comme un coût d'opportunité, et ne fait perdre que peu de visites. De même, le retard pris dans l'entretien et le catalogage de la collection n'entrent pas dans le calcul des coûts. Mécaniquement, la profitabilité perçue de tels événements s'en trouve augmentée. De telles expositions sont ainsi considérées par les directeurs comme un moyen de générer des ressources supplémentaires. Pourtant, leur profitabilité n'est pas établie. En France en 1992, les expositions nationales ont généré 77,1 millions de francs de recettes pour un coût (hors les coûts d'opportunité décrits ci-dessus) de 62,6 millions de francs.

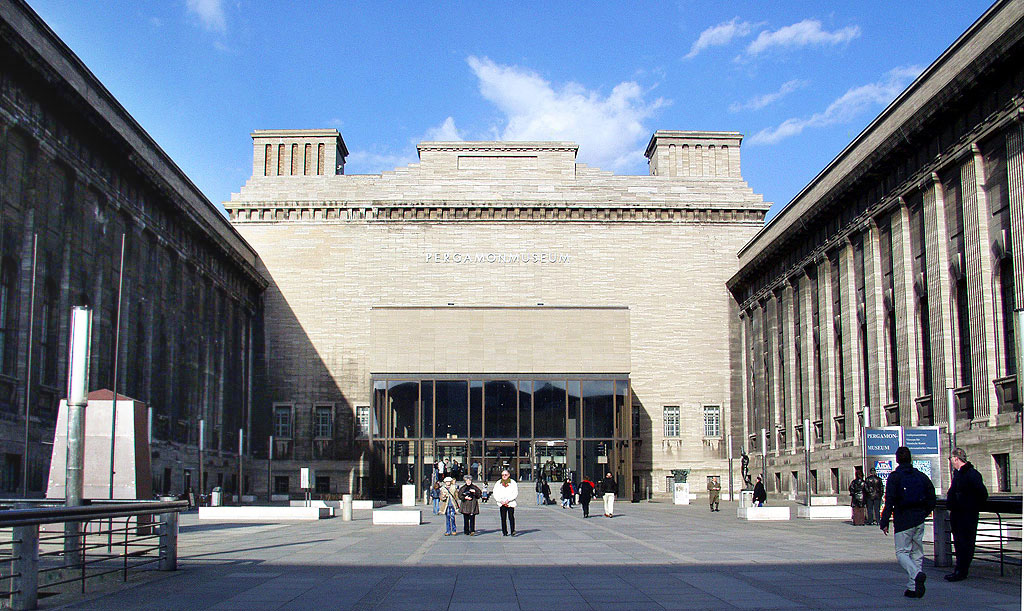
Le musée de Pergame à Berlin. Ses pièces maîtresses, reconstituant le grand autel de Pergame et la porte d'Ishtar de Babylone, sont par nature indéplaçables pour des expositions temporaires.

Dans l'organisation de la collection permanente, les conservateurs sont tenus par la tradition, la nécessité de montrer certaines œuvres, au point d'avoir parfois une partie significative de l'espace disponible occupé par des pièces inamovibles, par leur notoriété ou par leur simple encombrement physique (par exemple au musée de Pergame). Les expositions temporaires, dont le but même est de mettre en évidence des liens esthétiques entre œuvres habituellement séparées fournit ainsi une occasion pour un conservateur de faire la démonstration de sa maîtrise des aspects les plus artistiques de son travail, aspects fondamentaux pour l'avancement de sa carrière et la reconnaissance de ses pairs.
Les recettes tirées de telles expositions sont en outre, quand elles sont un succès, considérées comme exceptionnelles, et n'entraînent pas la baisse systématique de la dotation qui suit une augmentation des recettes liées à la collection permanente. Elles permettent donc au musée de capturer un surplus de moyens. Ce surplus est encore augmenté par le fait que l'affichage médiatique fait de ces expositions des cibles de choix pour les opérations de mécénat privé, qui y trouvent une assurance d'impact et de présence médiatique, sans que ce mécénat ne soit compensé par une réduction de la dotation.

#### L'avenir des expositions
Du fait de la généralisation de leurs pratiques, les vrais coûts des expositions temporaires sont mieux pris en compte. Cependant, leur capacité à attirer au musée à la fois un grand nombre de visiteurs payants et des publics habituellement absents des salles d'exposition semble ne pas se démentir. B. S. Frey et S. Meier considèrent ainsi que si la croissance de telles expositions va probablement ralentir, elles vont à l'avenir constituer une part significative de l'activité des musées, et un facteur d'intégration partielle de ces institutions dans une logique de marché et d'ouverture au plus grand nombre.